# Zejście do piekieł
Zejście do piekieł (fran. Descente aux enfers) – francuski film fabularny z 1986 roku w reżyserii Francisa Giroda. Ekranizacja powieści Davida Goodisa.

## Obsada
- Claude Brasseur - Alan Kolber
- Sophie Marceau - Lola Kolber
- Betsy Blair - Pani Burns
- Hippolyte Girardot - Philippe Devignat
- Sidiki Bakaba - Theophile Bijou
- Marie Dubois - Lucette Beulemans